# Довжина хімічного зв'язку
Довжина́ хімі́чного зв'язку́ — середня відстань між ядрами двох зв'язаних атомів у молекулі. Це властивість пари атомів, яка майже не змінюється від сполуки до сполуки. Термін використовується в молекулярній геометрії.

## Пояснення
Довжина хімічного зв'язку залежить від його порядку: коли в формуванні зв'язку бере участь більше електронів, зв'язок коротший. 
Вона також обернено залежить від сили зв'язку та від енергії розриву зв'язку: за умови рівності інших факторів, сильний зв'язок буде коротшим. 
Якщо зв'язок утворюють два однакові атоми, то половина його довжини дорівнює ковалентному радіусу.
Довжину хімічного зв'язку вимірюють в твердій фазі за допомогою рентгенівської дифракції або апроксимують в газовій фазі за допомогою спектроскопії мікрохвильового діапазону. Довжина пари атомів у різних молекулах може відрізнятися. Наприклад, зв'язок між атомами Карбону та Гідрогену в молекулі метану інший, ніж у хлорометані. Однак за умови схожості структур можна робити узагальнення.

## Довжини зв'язків Карбону з іншими елементами
Нижче наведено експериментальні значення довжин зв'язків, які утворює з іншими елементами Карбон. Довжини наведено в пікометрах.
Наближено довжина зв'язку між різними атомами дорівнює сумі ковалентних радіусів (їх наведено в статтях про кожен із елементів). Загальна тенденція — зменшення довжин в рядку періодичної таблиці та збільшення вниз у стовпчику. Ця тенденція ідентична схожій для атомного радіусу.
| Елемент | Довжина зв'язку (пм) | Група    |
| ------- | -------------------- | -------- |
| H       | 106–112              | група 1  |
| Be      | 193                  | група 2  |
| Mg      | 207                  | група 2  |
| B       | 156                  | група 13 |
| Al      | 224                  | група 13 |
| In      | 216                  | група 13 |
| C       | 120–154              | група 14 |
| Si      | 186                  | група 14 |
| Sn      | 214                  | група 14 |
| Pb      | 229                  | група 14 |
| N       | 147–210              | група 15 |
| P       | 187                  | група 15 |
| As      | 198                  | група 15 |
| Sb      | 220                  | група 15 |
| Bi      | 230                  | група 15 |
| O       | 143–215              | група 16 |
| S       | 181–255              | група 16 |
| Cr      | 192                  | група 6  |
| Se      | 198–271              | група 16 |
| Te      | 205                  | група 16 |
| Mo      | 208                  | група 6  |
| W       | 206                  | група 6  |
| F       | 134                  | група 17 |
| Cl      | 176                  | група 17 |
| Br      | 193                  | група 17 |
| I       | 213                  | група 17 |

## Довжина хімічного зв'язку в органічних сполуках
Довжина хімічного зв'язку в молекулі залежить не тільки від пари атомів, але також від таких факторів, як гібридизація орбіталей та від електронної й стеричної природи складників. Довжина зв'язку між двома атомами Карбону в алмазі становить  154 пм, що є найбільшим значенням для одинарного ковалентного зв'язку між двома Карбонами. Оскільки атомна одиниця довжини (тобто, радіус Бора) дорівнює 52,9177 пм,  C–C зв'язок становить 2,91 атомних одиниць, тобто приблизно три радіуси Бора.
Існують зв'язки з незвично великими довжинами. В одній сполуці, трициклобутабензолі, спостерігався зв'язок  160 пм завдовжки. Чинний рекорд тримає інший циклобутабензол, у якого за даними рентгенівської кристалографії довжина зв'язку дорівнює 174 пм. У сполуках цього типу кільце циклобутану нав'язку кут 90° між атомами Карбону бензолового кільця, для якого звичне значення становить 120°.

Циклобутабензол з довжиною зв'язку 174 пм (позначено червоним).

Повідомлялося про існування дуже довгих C–C зв'язків, з довжиною до 290 пм, в димері двох діаніонів тетраціаноетилену, хоча там зв'язок особливий, з 2 електронами та 4 центрами. Зв'язки цього типу спостерігалися також в нейтральних димерах феналену. Довжина цих так званих «млинцевих зв'язків» може сягати 305 пм.
Можливі також коротші ніж звично C–C зв'язки: алкени та алкіни мають довжину зв'язку 133 та 120 пм, відповідно, завдяки збільшеній гібридизації сігма-зв'язку. У бензолі всі зв'язки мають однакову довжину: 139 пм. Підвищений внесок сігма-зв'язування в одинарному зв'язку між атомами Карбону помітний також в центральному зв'язку діацетилену (137 пм) та в деяких димерах тетраедрану (144 пм).
У пропіонітрилі  ціанова група відтягає на себе електрони, що теж призводить до зменшення довжини зв'язку (144 пм). Стиснення C–C зв'язку можливе також завдяки напруженню. Існує незвична органічна сполука з назвою In-метилциклопропан, в якій відстань між метиловими групами 147 пм утворюється за рахунок стиснення між триптиценом та феніловою групою. У  in silico експерименті довжину зв'язку 136 пм за оцінками має неопентан замкнений у фулерені. Теоретично найменший  C–C зв'язок, отриманий у цій роботі становить 131 пм для гіпотетичних похідних тетраедрану. 
За оцінками тієї ж роботи розтягнення або стискання C–C зв'язку в етані на 5 пм потребує від 2,8 та 3,5 кДж/моль, відповідно. Розтягнення чи стискання того ж зв'язку на  15 пм потребує за оцінками21,9 та 37,7 кДж/моль.
| C–H   | Довжина (пм) | C–C     | Довжина (пм) | Мультизв'язки | довжина (пм) |
| ----- | ------------ | ------- | ------------ | ------------- | ------------ |
| sp3–H | 110          | sp3–sp3 | 154          | бензол        | 140          |
| sp2–H | 109          | sp3–sp2 | 150          | алкен         | 134          |
| sp–H  | 108          | sp2–sp2 | 147          | алкін         | 120          |
|       |              | sp3–sp  | 146          | ален          | 130          |
|       |              | sp2–sp  | 143          |               |              |
|       |              | sp–sp   | 137          |               |              |

## Виноски
1. ↑  Handbook of Chemistry & Physics (вид. 65th). CRC Press. 1984. ISBN 0-8493-0465-2.
2. ↑  Fumio Toda (April 2000). Naphthocyclobutenes and Benzodicyclobutadienes: Synthesis in the Solid State and Anomalies in the Bond Lengths. European Journal of Organic Chemistry. 2000 (8): 1377—1386. doi:10.1002/(SICI)1099-0690(200004)2000:8<1377::AID-EJOC1377>3.0.CO;2-I. Архів оригіналу за 29 червня 2012. Процитовано 25 квітня 2017.
3. ↑  Novoa J. J.; Lafuente P.; Del Sesto R. E.; Miller J. S. (2 липня 2001). Exceptionally Long (2.9 Å) C–C Bonds between [TCNE]− Ions: Two-Electron, Four-Center π*–π* C–C Bonding in π-[TCNE]22−. Angewandte Chemie International Edition. 40 (13): 2540—2545. doi:10.1002/1521-3773(20010702)40:13<2540::AID-ANIE2540>3.0.CO;2-O. Архів оригіналу за 29 червня 2012. Процитовано 25 квітня 2017.
4. ↑  Lü J.-M.; Rosokha S. V.; Kochi J. K. (2003). Stable (Long-Bonded) Dimers via the Quantitative Self-Association of Different Cationic, Anionic, and Uncharged -Radicals: Structures, Energetics, and Optical Transitions. J. Am. Chem. Soc. 125 (40): 12161—12171. doi:10.1021/ja0364928.
5. ↑  Suzuki S.; Morita Y.; Fukui K.; Sato K.; Shiomi D.; Takui T.; Nakasuji K. (2006). Aromaticity on the Pancake-Bonded Dimer of Neutral Phenalenyl Radical as Studied by MS and NMR Spectroscopies and NICS Analysis. J. Am. Chem. Soc. 128 (8): 2530—2531. doi:10.1021/ja058387z.
6. ↑  Huntley D. R.; Markopoulos G.; Donovan P. M.; Scott L. T.; Hoffmann R. (2005). Squeezing C–C Bonds. Angewandte Chemie International Edition. 44 (46): 7549—7553. doi:10.1002/anie.200502721. PMID 16259033.
7. ↑  Martinez-Guajardo G.; Donald K. J.; Wittmaack B. K.; Vazquez M. A.; Merino G. (2010). Shorter Still: Compresing C–C Single Bonds. Organic Letters, ASAP. 12 (18): 4058. doi:10.1021/ol101671m.
8. ↑  Fox, Marye Anne; Whitesell, James K. (1995). Organische Chemie: Grundlagen, Mechanismen, Bioorganische Anwendungen. Springer. ISBN 978-3-86025-249-9.
9. ↑  Prof Chao-Jun Li, Ph.D. in lecture, March 2009 (needs citation)